# Resolución 110 del Consejo de Seguridad de las Naciones Unidas
La Resolución 110 del Consejo de Seguridad de las Naciones Unidas, adoptada el 16 de diciembre de 1955, declaró que, a la luz de un artículo de la Carta de las Naciones Unidas que disponía que, si no se hubiera celebrado una Conferencia General de los Miembros de las Naciones Unidas con el fin de revisar la Carta antes del décimo período de sesiones anual de la Asamblea General, dicha conferencia se celebraría si así lo decidía la mayoría de votos de la Asamblea General y de cualesquiera siete miembros del Consejo de Seguridad. Tras examinar la Resolución 992 de la Asamblea General de las Naciones Unidas, se decidió celebrar una conferencia para revisar la Carta. La resolución fue aprobada por nueve votos a favor. La Unión Soviética votó en contra del texto y Francia se abstuvo.